# Emma Johnson (Schwimmerin)
Emma Clare Johnson (* 24. Februar 1980 in Sydney) ist eine ehemalige australische Schwimmerin. Sie gewann bei Olympischen Spielen und bei Langbahn-Weltmeisterschaften je eine Bronzemedaille.

## Sportliche Karriere
Johnsons internationale Karriere begann bei den Pan Pacific Championships 1995 in Atlanta, als sie den vierten Platz im 200-Meter-Freistilschwimmen belegte. Über 400 Meter Freistil wurde sie Siebte und über 400 Meter Lagen Sechste. Mit der 4-mal-200-Meter-Freistilstaffel gewann sie die Silbermedaille. Bei den Olympischen Spielen 1996 in Atlanta erreichte Johnson das Finale über 400 Meter Lagen mit der zweitbesten Vorlaufzeit. Im Endlauf schwamm sie die fünftschnellste Zeit, wobei sie anderthalb Sekunden hinter der Gewinnerin der Bronzemedaille zurücklag. Über 400 Meter Freistil zog Johnson ins B-Finale ein und belegte als beste Australierin den 12. Platz. Auch über 200 Meter Lagen reichte Johnsons Vorlaufzeit nur für den Einzug ins B-Finale, von dem sie sich allerdings abmeldete. Die 4-mal-200-Meter-Freistilstaffel schwamm im Vorlauf mit Julia Greville, Lisa Mackie, Emma Johnson und Susie O’Neill die drittbeste Zeit hinter den Staffeln aus den Vereinigten Staaten und aus Deutschland. Im Finale waren Julia Greville, Nicole Stevenson, Emma Johnson und Susie O’Neill fast vier Sekunden schneller als die Vorlaufstaffel und schlugen als Dritte an. Alle fünf beteiligten Schwimmerinnen erhielten eine Bronzemedaille.
1997 gewann Johnson eine Bronzemedaille mit der 4-mal-200-Meter-Freistilstaffel bei den Kurzbahnweltmeisterschaften. Über 400 Meter Lagen erkämpfte sie die Goldmedaille. 1998 fanden die Weltmeisterschaften auf der 50-Meter-Bahn in Perth statt. Johnson erreichte auf beiden Lagenstrecken und über 200 Meter Rücken das B-Finale. Die australische 4-mal-200-Meter-Freistilstaffel mit Petria Thomas, Susie O’Neill, Anna Windsor und Julia Greville erkämpfte die Bronzemedaille hinter den Staffeln aus Deutschland und aus den Vereinigten Staaten. Hier erhielt auch Emma Johnson eine Medaille, da sie im Vorlauf für O’Neill angetreten war. 1999 nahm Johnson noch einmal an den Pan Pacific Championships teil, erreichte aber nur über 200 Meter Rücken das Finale.